# Provozně ekonomická fakulta České zemědělské univerzity v Praze

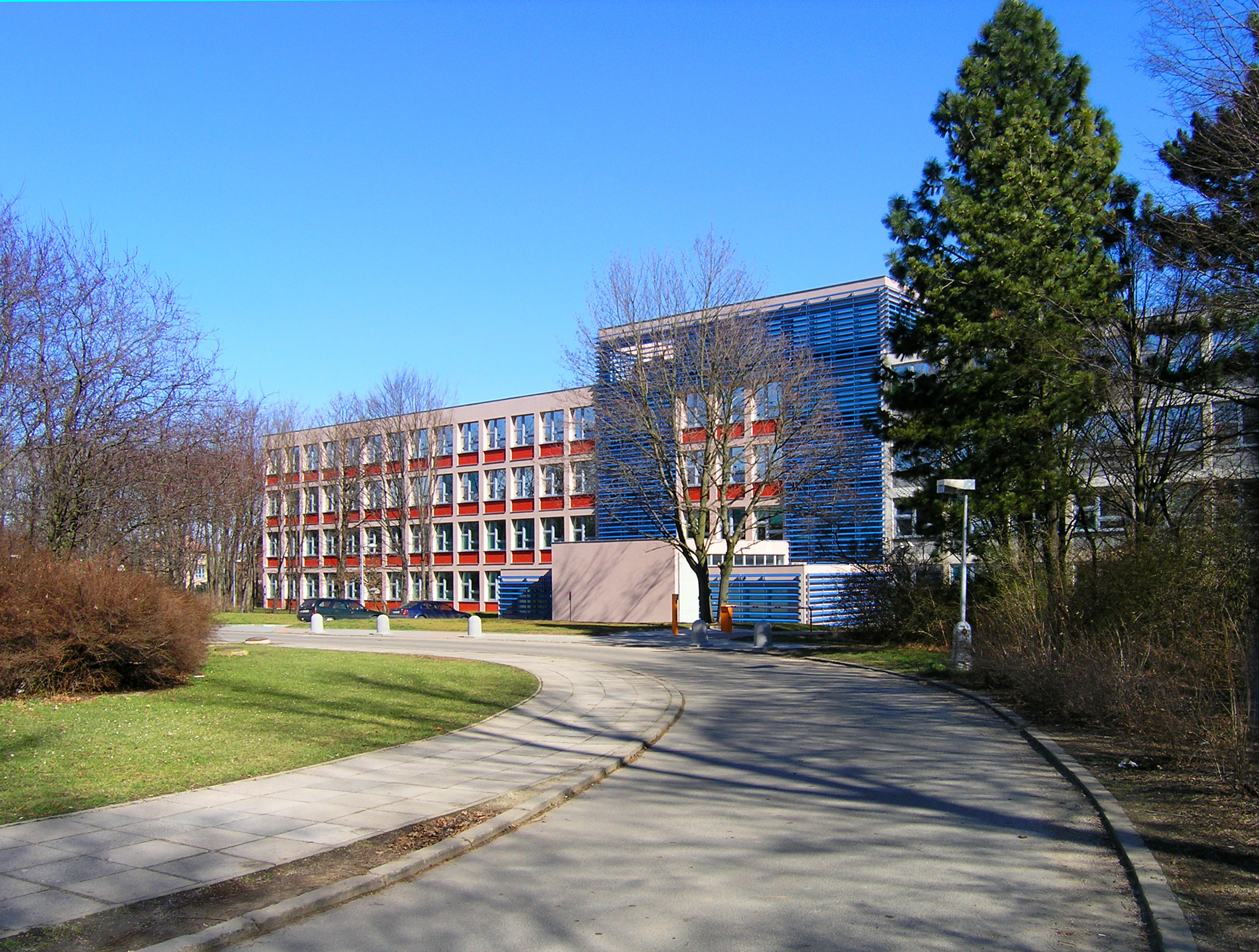
Budova Provozně ekonomické fakulty (zadní pohled)

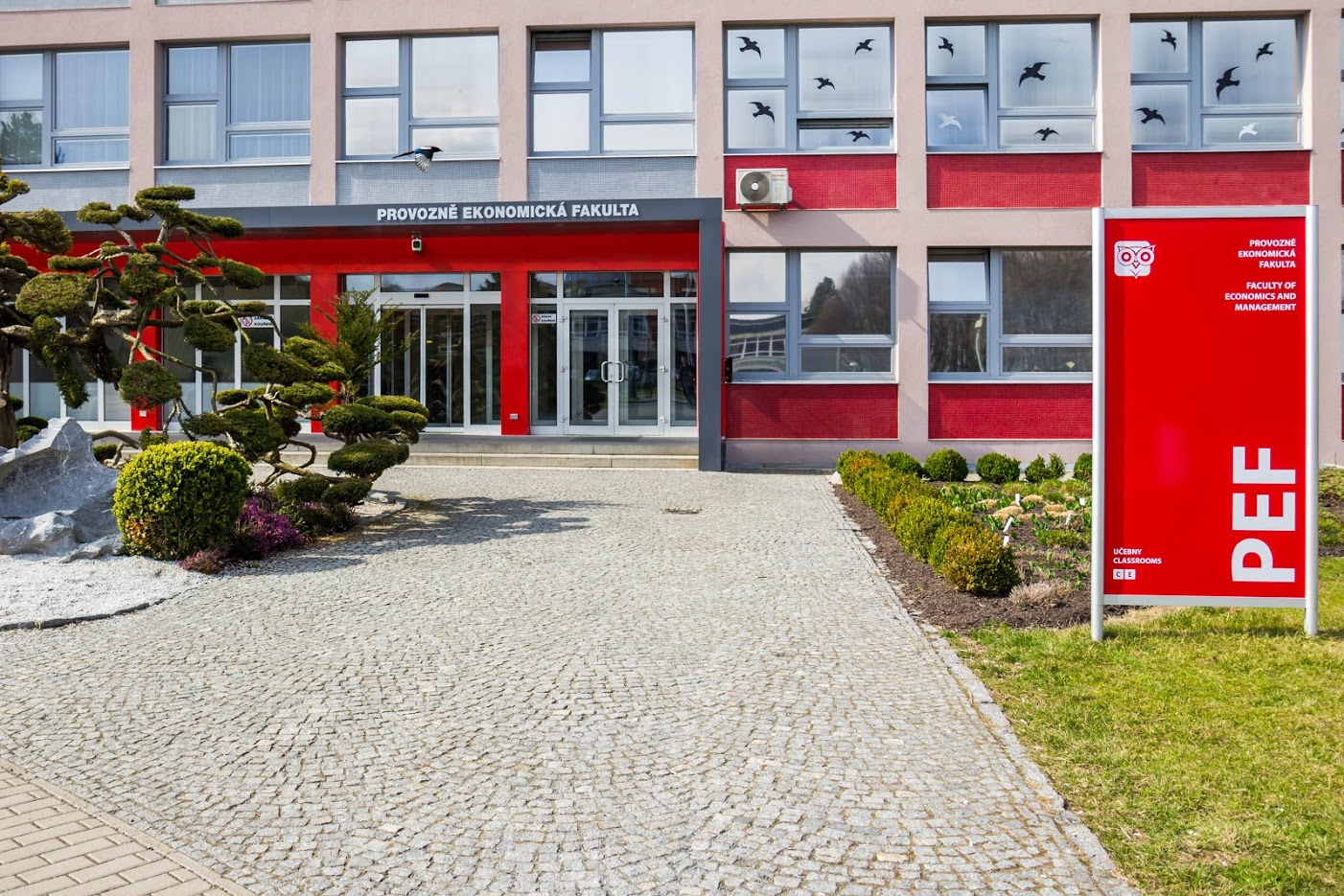
Budova Provozně ekonomické fakulty, přední strana

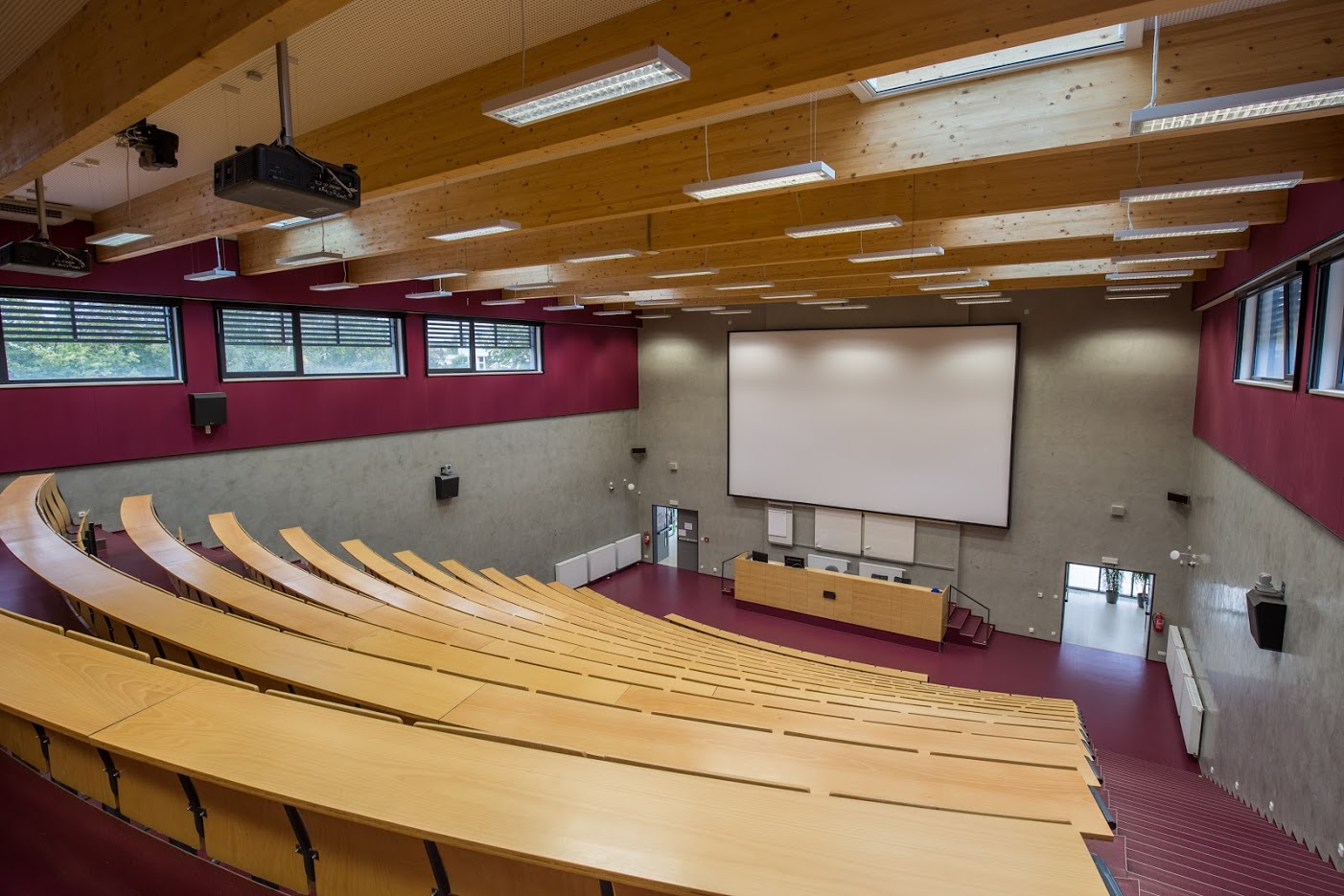
Přednáškový sál PEF

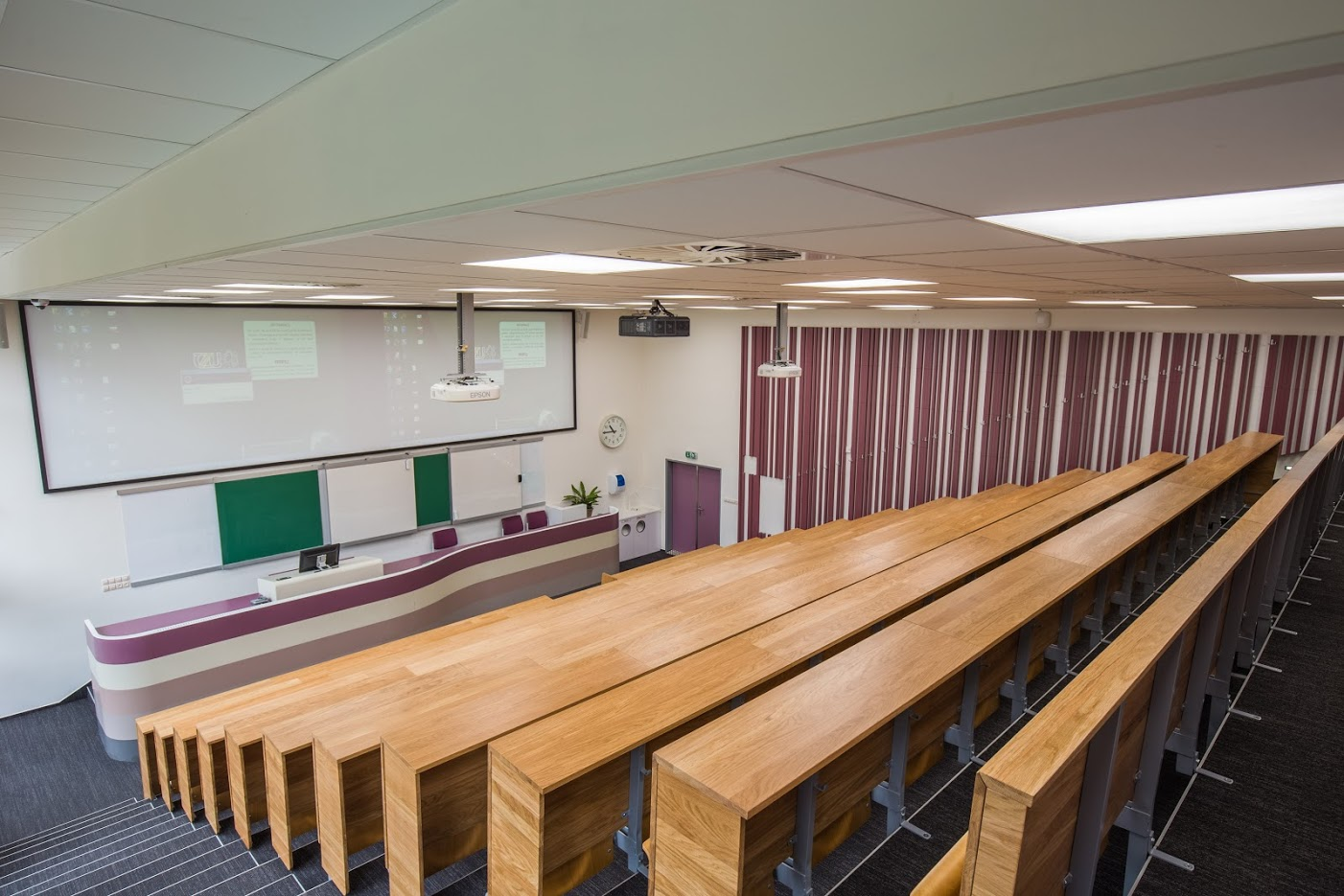
Přednášková místnost Provozně ekonomické fakulty

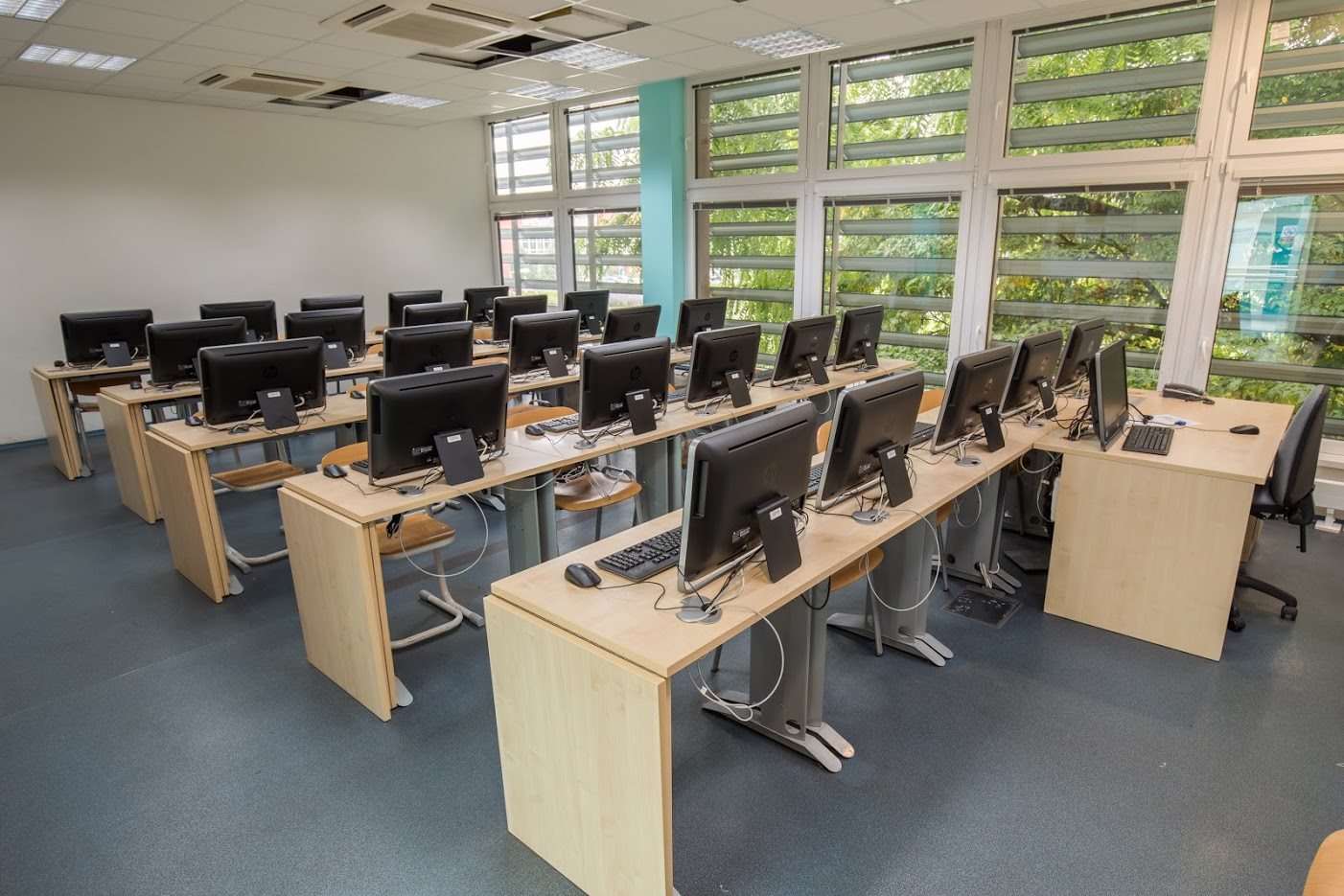
Výuková místnost Provozně ekonomické fakulty

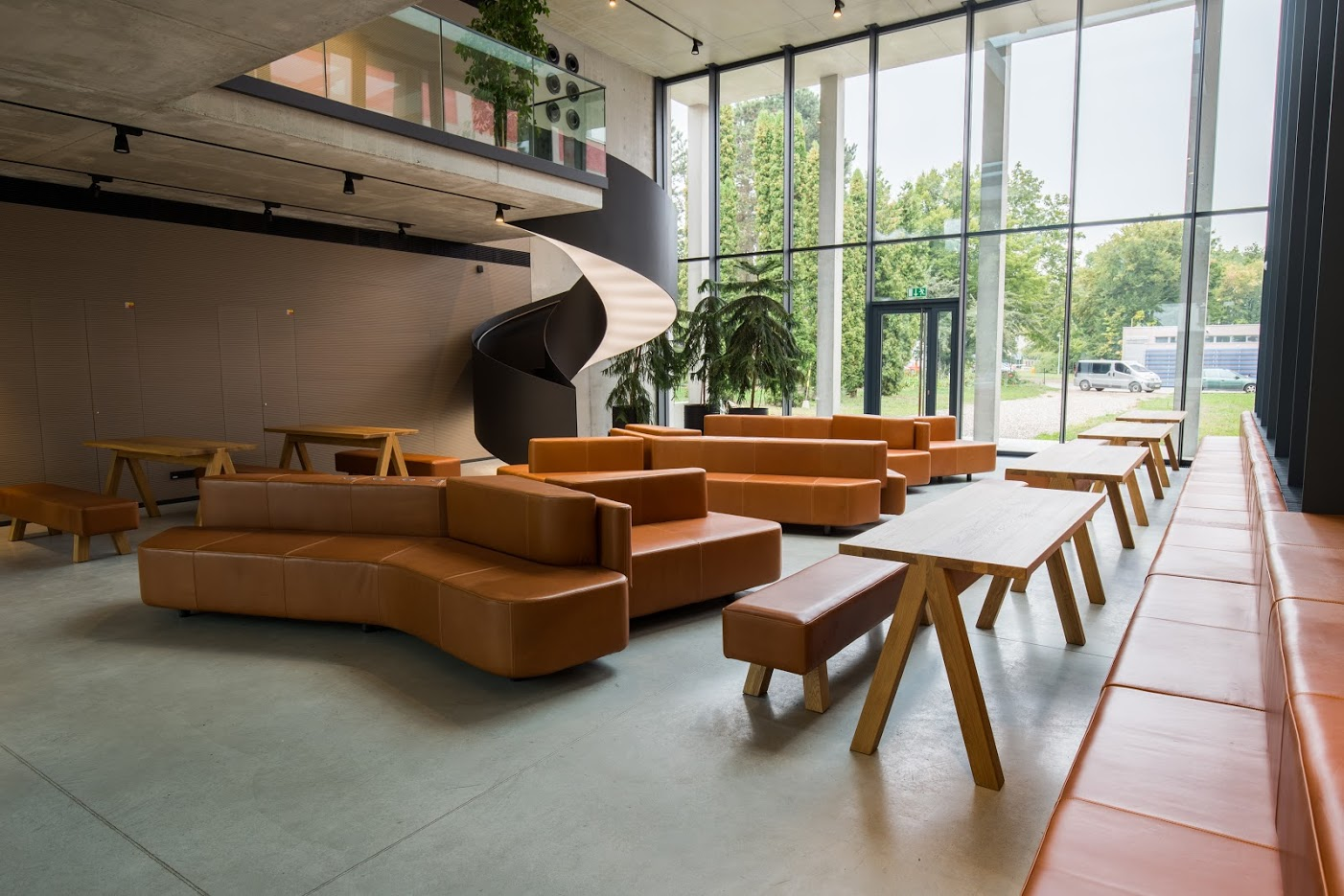
Atrium Provozně ekonomické fakulty

Provozně ekonomická fakulta (PEF) je jednou z šesti fakult České zemědělské univerzity v Praze (ČZU). Byla založena v roce 1952.
Nejdříve připravovala ve svých oborech odborníky pro ekonomiku a provoz v zemědělství, nyní nabízí řadu programů na bakalářské, magisterské a doktorské úrovni. Programy jsou zaměřeny na ekonomiku (nejenom v zemědělství), informatiku a kulturní studia. Fakulta sídlí v areálu kampusu ČZU v Praze Suchdol, kde se nachází fakulty, posluchárny, počítačové cvičebny, koleje, menza, sportoviště, několik klubů a restaurací.

## Vedení fakulty
- Děkan: prof. Ing. Lukáš Čechura, Ph.D.
- První proděkan, proděkan pro pedagogickou činnost: doc. Ing. Martin Pelikán, Ph.D.
- Proděkan pro vědu a výzkum: doc. Ing. Jan Tyrychtr, Ph.D.
- Proděkan pro kvalitu: doc. Ing. Milan Houška, Ph.D.
- Proděkan pro strategii: Ing. Roman Kvasnička, Ph.D.
- Proděkanka pro rozvoj a udržitelnost. Ing. Lenka Rumánková, Ph.D.
- Proděkan pro inovace a transfer technologií: doc. Ing. Jiří Vaněk, Ph.D.
- Proděkan pro mezinárodní vztahy: doc. Ing. Karel Tomšík, Ph.D.
- Tajemnice fakulty: Mgr. Lucie Wagnerová, MBA

## Studijní programy
Na Provozně ekonomické fakultě ČZU lze studovat programy bakalářského i magisterského stupně studia. Některé programy jsou vyučovány také v angličtině. Studium je možno absolvovat prezenční nebo kombinovanou formou.

### Bakalářské
- Podnikání a administrativa – prezenční
- Veřejná správa a regionální rozvoj – prezenční
- Hospodářská a kulturní studia – prezenční
- Systémové inženýrství – prezenční
- Ekonomika a management – prezenční/kombinované
- Informatika – prezenční/kombinované
- Inovativní podnikání - prezenční
- Economics and Management – prezenční (v angličtině)
- Informatics – prezenční (v angličtině)
- Business Administration – prezenční (v angličtině)

### Magisterské
- Podnikání a administrativa – prezenční/kombinované
- Hospodářská a kulturní studia – prezenční
- Veřejná správa a regionální rozvoj – prezenční
- Systémové inženýrství – prezenční
- Ekonomika a management – prezenční/kombinované
- Informatika – prezenční/kombinované
- Projektové řízení – prezenční
- Business Analytik - prezenční
- European Agrarian Diplomacy – prezenční (v angličtině)
- Economics and Management – prezenční (v angličtině)
- Informatics – prezenční (v angličtině)
- Business Administration - prezenční (v angličtině), pouze samoplátci
- Global Information Security Management - prezenční (v angličtině)

### Doktorské
- Podniková a odvětvová ekonomika / Sector Economics and Economics of Enterprise
- Management / Management
- Regionální a sociální rozvoj / Regional and Social Development
- Systémové Inženýrství a informatika / Systems Engineering and Informatics

Fakulta se člení na děkanát, specializované útvary děkanátu (Studijní oddělení, Oddělení mezinárodních vztahů, Oddělení pro vědu, výzkum a kvalitu, Středisko informačních služeb, Centrum marketingu, Centrum projektů, inovací a transferu technologií, Centrum kariérového a profesního poradenství, Středisko poradenství v systémech jakosti, Reprografické studio) a 12 odborných kateder.

## Katedry PEF[2]

### Katedra ekonomických teorií (KET)
Vedoucí: doc. Ing. PhDr. Lucie Severová, Ph.D.

### Katedra ekonomiky (KE)
Vedoucí: prof. Ing. Lukáš Čechura, Ph.D.

### Katedra humanitních věd (KHV)
Vedoucí: prof. PhDr. Michal Lošťák, Ph.D.

### Katedra informačního inženýrství (KII)
Vedoucí: Ing. Martin Pelikán, PhD.

### Katedra informačních technologií (KIT)
Vedoucí: doc. Ing. Jiří Vaněk, Ph.D.

### Katedra jazyků (KJ)
Vedoucí: PhDr. Mgr. Lenka Kučírková, Ph.D.

### Katedra obchodu a financí (KOF)
Vedoucí: prof. Ing. Luboš Smutka, Ph.D.

### Katedra systémového inženýrství (KSI)
Vedoucí: doc. Ing. Tomáš Šubrt, Ph.D.
Katedra systémového inženýrství se podílí na výuce předmětů v bakalářském, magisterském i doktorském stupni studia. Mezi profilové předměty patří Teorie systémů a aplikovaná systémová věda, Operační výzkum, Ekonomicko matematické metody, Rozhodovací modely, Metody projektového řízení, Logistické systémy, Evropské projekty, Stochastické a simulační modely aj. Mnohé z těchto předmětů jsou vyučovány i v distančních střediscích ČZU v Praze a rovněž v anglickém jazyce v anglických programech. KSI je garantem habilitačního a profesorského řízení oboru Systémové inženýrství, garantem doktorského studijního programu Systémové inženýrství a odborným garantem magisterských studijních programů Systémové inženýrství a Projektové řízení. Od roku 2003 KSI organizuje mezinárodní konferenci Efficiency and Responsibility in Education. Na ni navazuje vydávání vědeckého časopisu ERIES Journal (ISSN 1803-1617, ISSN 2336-2375).

### Katedra práva (KPr)
Vedoucí: JUDr. Ing. Eva Daniela Cvik, Ph.D. et Ph.D.

### Katedra psychologie (KPs)
Vedoucí: PhDr. Kristýna Krejčová, Ph.D. - pověřena vedením 

### Katedra managementu a marketingu (KMM)
Vedoucí: doc. Ing. Ladislav Pilař, MBA, Ph.D.

### Katedra statistiky (KS)
Vedoucí: Ing. Tomáš Hlavsa, Ph.D.